# Bana apicida
Bana apicida là một loài ruồi trong họ Asilidae. Bana apicida được Londt miêu tả năm 1992. Loài này phân bố ở vùng nhiệt đới châu Phi.